# プレーリー (駆逐艦母艦)
|          |                                                          |
| 艦歴     |                                                          |
| 発注     |                                                          |
| 起工     |                                                          |
| 進水     |                                                          |
| 竣工     | 1890年                                                   |
| 就役     | 1898年4月8日 1899年3月23日 1901年11月9日 1906年9月26日   |
| 退役     | 1899年3月15日 1901年2月18日 1905年6月14日 1922年11月22日 |
| その後   |                                                          |
| 除籍     | 1922年11月22日                                           |
| 性能諸元 |                                                          |
| 排水量   | 6,620トン                                                |
| 全長     | 404 ft 9 in (123.37 m)                                   |
| 全幅     | 48 ft 3 in (14.71 m)                                     |
| 吃水     | 20 ft 9 in (6.32 m)                                      |
| 機関     |                                                          |
| 最大速   | 15ノット (28 km/h)                                       |
| 乗員     |                                                          |
| 兵装     |                                                          |

プレーリー (USS Prairie, AD-5) は、アメリカ海軍の補助巡洋艦。後に駆逐艦母艦に改装された。

## 艦歴
当初の船名はエル・ソル (S.S. El Sol) であり、1890年にペンシルベニア州フィラデルフィアのウィリアム・クランプ・アンド・サンズ社で建造された。海軍は1898年4月6日にサザン・パシフィック社から購入し、1898年4月8日にニューヨークで艦長C・J・トレイン中佐の指揮下プレーリーの艦名で就役した。
プレーリーは補助巡洋艦に改装され、北方偵察戦隊に配属された。その後北大西洋艦隊に配属となる。米西戦争の間、プレーリーは1898年7月から8月にかけてキューバ海域で活動し、8月28日にマサチューセッツ州のフォアリバー造船所に帰還した。1899年3月15日、フィラデルフィアで退役する。
プレーリーは1899年3月23日に予備役状態で任務に復帰し、海軍民兵を乗せて大西洋を巡航、その後1901年2月18日にニューヨークで退役した。パリ万国博覧会にアメリカ政府が出品する展示物を運搬し、その後1901年11月9日にボストンで訓練艦として再就役し、訓練任務に従事した後1905年6月14日にボストンで退役した。
1906年9月26日、輸送艦としてボストンで再就役し、大西洋艦隊に配属される。キューバの政情が不安定になると、1907年3月から4月にかけて同地での権益保護任務に就く。その後海軍民兵の訓練任務を再開し、1907年5月から9月、1908年7月から8月、1909年7月から8月にかけて任務に従事した。1914年にはベラクルス占領に参加した。
プレーリーは1917年後半に駆逐艦母艦に改装され、第一次世界大戦に従軍した。
プレーリーは1922年11月22日にカリフォルニア州サンディエゴで退役し、同日除籍された。その後1923年6月22日にオークランドのルイス・ローゼンバーグ社に売却された。